# Пак Сандара
Сандара Пак (кор. 박산다라; род. 12 ноября 1984 года, более известная как Дара) ― южнокорейская певица, актриса и телеведущая, участница южнокорейской гёрл-группы 2NE1 (2009―2016; с 2024).
Родилась в Пусане и выросла на Филиппинах, там же начала актёрскую и музыкальную карьеру после участия в шоу талантов «Звёздный круг», где заняла 2 место. В 2004 году выпустила дебютный мини-альбом Sandara, который стал первым и единственным в истории среди корейских артистов, получившим двойную платиновую сертификацию от Филиппинской ассоциации звукозаписывающей индустрии. Она также снималась в кино, среди известных её работ ― романтическая антология «Всё из-за тебя» (2004), за которую она получила награду «Лучшая новая актриса» на ежегодной филиппинской кинопремии PMPC Star Awards for Movies.
В 2009 году Дара официально дебютировала в Корее как участница гёрл-группы 2NE1 под руководством YG Entertainment, и уже в сентябре того же года выпустила свой первый корейский сингл «Kiss». Как группа, 2NE1 стали одной из самых продаваемых и успешных не только в Корее, но и в мире.
В 2015 году, когда у 2NE1 начался временный перерыв в деятельности, Дара занялась своей карьерой на телевидении. Так, она была одной из ведущих первого сезона шоу «Проект двух Ю ― Сахарный человек». Дара также вернулась на Филиппины, чтобы стать судьёй шоу талантов «Суперзвезда бойбенда Pinoy», целью которого было формирование филиппинского бойбенда. В мае 2021 года исполнительница покинула YG Entertainment после истечения срока контракта, и уже в сентябре стала артистом ABYSS Company. В июле 2023 года Дара выпустила дебютный корейский мини-альбом Sandara Park.
22 июля 2024 года Ян Хён Сок, основатель YG, объявил о возвращении 2NE1 на сцену с концертами и мировым туром в 2025 году; таким образом, деятельность в группе Дара будет вновь осуществлять под управлением YG.

## Биография
Сандара Пак родилась 12 ноября 1984 года в Пусане, Республика Корея. У неё есть младшие сестра и брат: Дурами (род. 1988) и Санхён (род. 1990; также известный как Thunder, бывший участник бойбенда MBLAQ).
Когда Дара училась в начальной школе, семья переехала на Филиппины, и несколько лет спустя родители развелись. Во время жизни на Филиппинах Даре приходилось непросто из-за её акцента, которого она стыдилась. После 10 лет жизни на Филиппинах семья вернулась в Корею, и впоследствии Дара признавалась, что она жалеет об этом решении.
На Филиппинах Дара обучалась в академии Пасан Чжей Хуа, основанной в 1932 году.

## Карьера

### 2004―08: Карьера на Филиппинах
В 2004 году Дара познакомилась с филиппинской актрисой Полин Луной, которая предложила ей пойти на кастинг шоу талантов «Звёздный круг», где Пак заняла 2 место. Она заключила контракт с лейблом Star Music, и вскоре выпустила дебютный мини-альбом Sandara, который получил на Филиппинах двойную платиновую сертификацию. 17 ноября 2004 года в прокат вышел романтический фильм-антология «Всё из-за тебя», за роль в котором Дара получила статуэтку 21-й церемонии PMPC Star Awards for Movies.
15 апреля 2006 года в прокат вышел фильм «Счастливчики», где Дара вновь исполнила главную роль. 25 декабря состоялась премьера фантастического боевика «Супер Ноюпи». В августе 2007 года Дара вернулась в Корею, так как срок её контракта со Star Magic подошёл к концу, и ей не поступило предложение о продлении. Вскоре после возвращения она подписала контракт с YG Entertainment; основатель агентства, Ян Хён Сок, решил принять её после появления в документальном фильме KBS в 2004 году.

### 2009―16: 2NE1, сольные начинания в Корее и возобновление актёрской карьеры

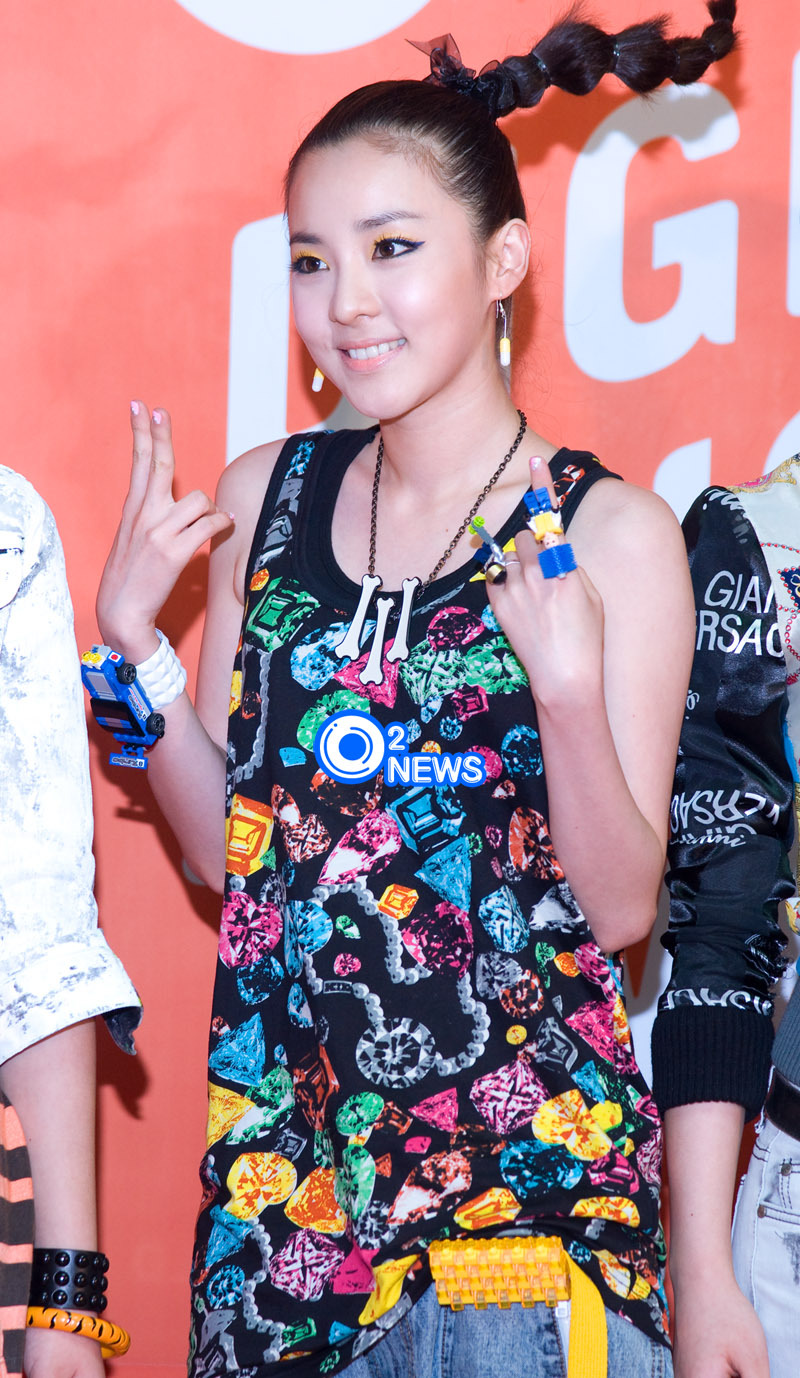
Дара на красной ковровой дорожке премии Digital Music Awards, 10 июня 2009 года

В 2009 году Дара, Сиэл, Бом и Минджи сформировали гёрл-группу 2NE1. Сингл «Lollipop», записанный для рекламы мобильных телефонов LG Cyon совместно с Big Bang, был выпущен 27 марта. 6 мая состоялась премьера сингла «Fire», который ознаменовал дебют 2NE1. В августе G-Dragon выпустил дебютный студийный альбом Heatbreaker, где Дара приняла участие в песне «Hello». 7 сентября она выпустила дебютный сольный сингл «Kiss». Песня стала успешной в Корее, а видеоклип приобрёл популярность из-за сцены поцелуя с Ли Мин Хо, которую, по словам Дары, снимали 50 раз. В июне 2010 года она приняла участие в клипе Тхэяна «I Need A Girl». На волне популярности 2NE1 фильмы Дары, в которых она снималась в 2000-х, показали в кинотеатрах Кореи.
28 февраля 2014 года Дара исполнила эпизодическую роль в финале популярной дорамы «Человек со звезды». В мае было объявлено, что она появится в качестве гостя в филиппинской версии шоу «Большой брат»; новость мгновенно взлетела в топы мировых трендов Твиттера как на Филиппинах, так и по всему миру. По возвращении в Корею Пак заняла пост ведущей радиошоу «Прибавь звук», заменив свою подругу Ю Ин Ну. В ноябре состоялась премьера мини-сериала «Что ест Стивен Ён?», где Дара исполнила главную роль вместе с актёром Стивеном Ёном.

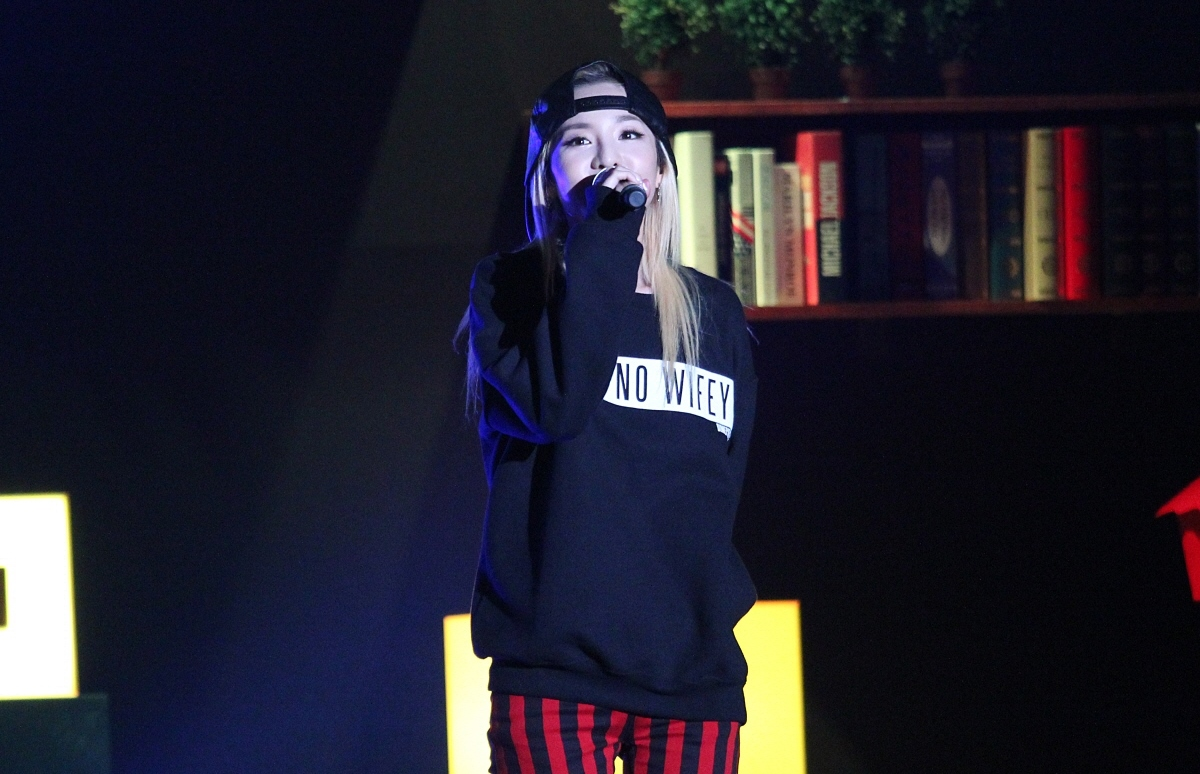
Дара выступает на Samsung Passion Talk, 24 сентября 2013 года

21 января 2015 года стало известно, что Дара возобновляет актёрскую карьеру и исполнит главную женскую роль в дораме «Клиника доктора Мо». Ожидание проекта получило широкий отклик у публики, так как это была первая главная роль Пак спустя 8 лет после завершения карьеры актрисы. Дорама завоевала любовь телезрителей не только в Корее, но и в других странах мира ― общее количество просмотров после премьеры первого эпизода составило 500 тысяч; актёрская игра Дары также получила признание публики. 29 апреля и 1 мая Пак приняла участие в выступлениях дуэта Jinusean с синглом «Tell Me». 29 июня состоялась премьера веб-драмы «Мы расстались», где партнёром Дары выступил Кан Сын Юн из бойбенда Winner. 15 сентября её выбрали на главную женскую роль в романтической дораме «Пропавшая Корея». 5 октября Дару выбрали одной из ведущих первого сезона шоу «Проект двух Ю ― Сахарный человек».
В январе 2016 года продюсер дорамы «Ещё один счастливый конец» во время пресс-конференции по случаю премьеры подтвердил камео Дары в пилотном эпизоде. 29 июля было объявлено, что исполнительница присоединится к филиппинскому шоу «Суперзвезда бойбенда Pinoy» в качестве судьи. 25 ноября YG объявили о расформировании 2NE1; Дара и Сиэл стали единственными участницами, продлившими контракты с агентством.

### 2017―20: Продолжающийся успех и последующие проекты в кино и на телевидении

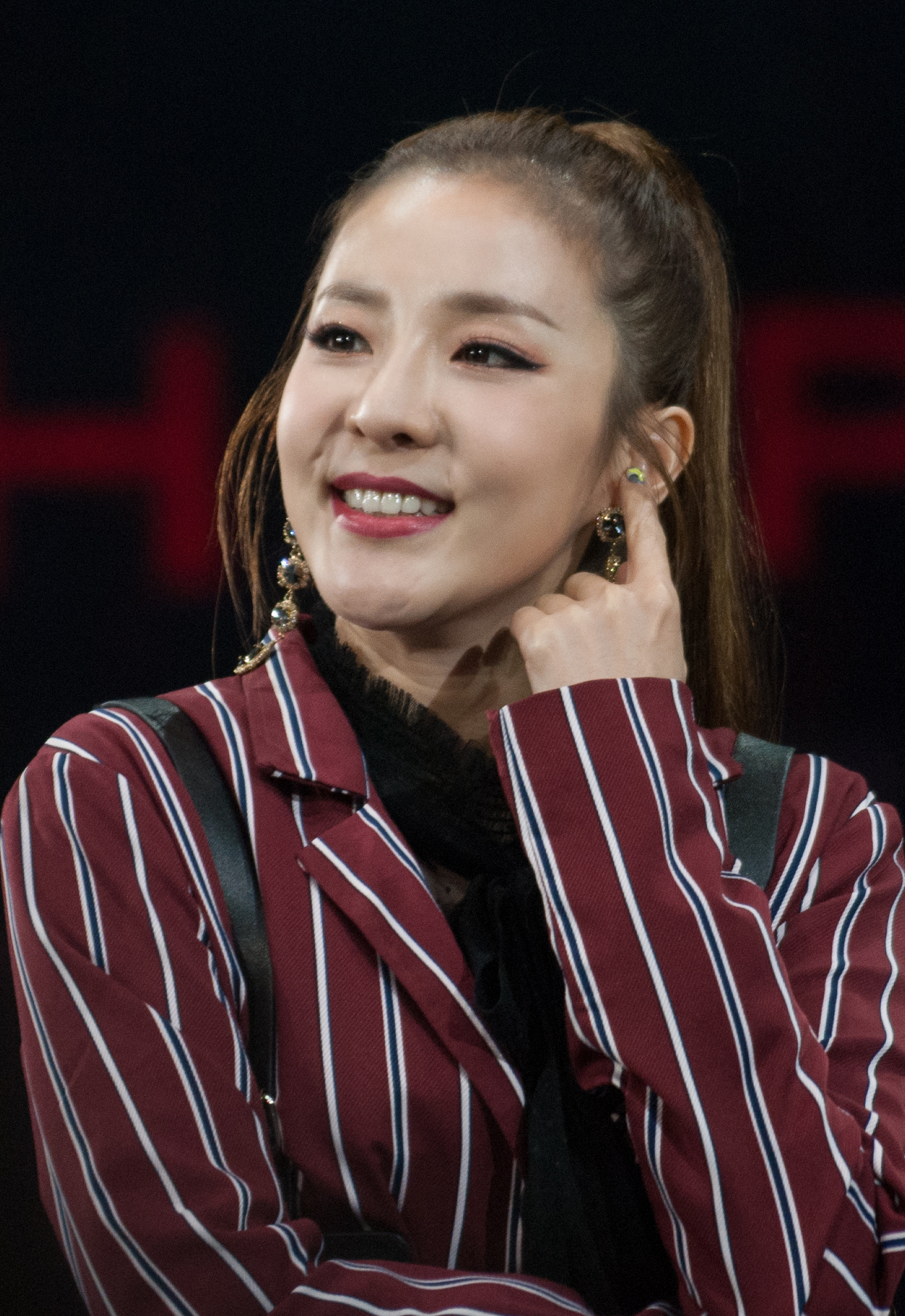
Дара на Penshoppe Fan Con, 2018 год

20 января 2017 года стало известно, что Дара выбрана одной из ведущих модного проекта «Добейся красоты» вместе с актрисой и моделью Ли Хан И и участницей Gugudan Сечжон. На следующий день состоялся релиз финального сингла 2NE1 «안녕 (Goodbye)». 6 апреля в кинотеатрах вышла музыкальная драма «Один шаг», корейский ремейк американской комедии-драмы «Хоть раз в жизни», где Дара исполнила главную женскую роль; за два месяца до премьеры стало известно, что средства на фильм собирали на крафтфаундинговом сайте. 23 мая было анонсировано участие Пак в шоу «Привлекательность отношений». Летом исполнительница участвовала в шоу MBC «Все путешествия в мире»; из-за неуместных комментариев в адрес Дары от команды шоу произошёл скандал, за который руководству канала пришлось приносить публичные извинения.
14 марта 2018 года состоялась премьера киноадаптации популярной корейской манхвы «Сыр в мышеловке», где Дара исполнила роль Чан Бо Ры, подруги главной героини. В том же месяце вышел короткометражный триллер вампирской тематики «107-я ночь»; Дара исполнила роль вампирши Джей. Позднее она продолжила работу на телевидении, участвуя в шоу «Магазин Мими», «Создай проблемы для себя» и «Настоящие мужчины 300».
1 января 2019 года YG Entertainment анонсировали Дару выступающей на разогреве в гастрольном туре Сынни. 21 января было подтверждено, что она станет постоянной ведущей шоу «Видео Звезда». 13 марта Бом выпустила сингл «Spring», где Дара также приняла участие. 2 апреля состоялась премьера танцевального шоу «StageK», где Пак стала одним из судей.
15 мая 2020 года Дара присоединилась к касту мюзикла «Ещё одна мисс О», основанном на одноимённой дораме. 27 мая было подтверждено камео Пак в дораме «Аварийная посадка любви».

### 2021 ― настоящее время: Смена агентства, дебютный корейский альбом и воссоединение 2NE1

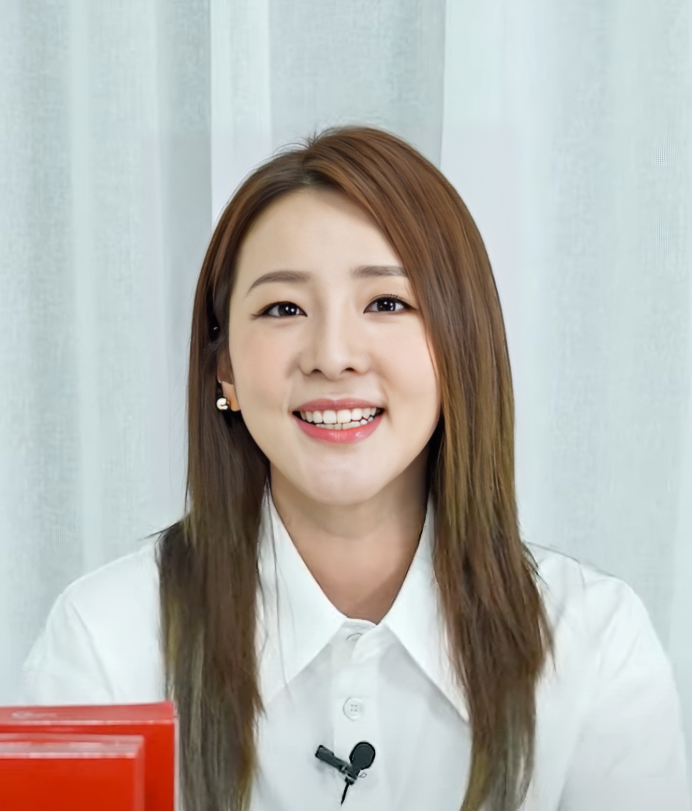
Дара на Korea Brand Expo, 22 августа 2021 года

4 марта 2021 года было подтверждено участие Дары в романтической комедии «В эфире: Секретный контракт» с Рёуком из Super Junior. 14 мая YG выпустили официальное заявление, в котором подтвердили уход исполнительницы из агентства после 17-летнего сотрудничества. В своём обращении к поклонникам певица призналась, что после расформирования 2NE1 ей казалось, что «всё валится из рук», но она «благодарна за возможность реализовать себя в разных сферах и жанрах». 1 сентября она присоединилась к агентству ABYSS Company.
16 апреля 2022 года 2NE1 впервые с момента распада выступили на американском музыкальном фестивале Коачелла. В интервью на шоу «Звезда Радио» Дара рассказала, что 2NE1 постоянно обсуждали воссоединение и им постоянно предлагали такую возможность не только на шоу, но и на премиях, однако каждый раз расписание участниц не совпадало. Отказываться от возможности выступить на Коачелле они не стали, но их выступление держалось в строжайшем секрете даже от агентств каждой, вплоть до того, что участницы репетировали по ночам, а своему менеджменту говорили, что едут в гости к друзьям; они также подписали соглашение о неразглашении и попросили держать новость о воссоединении втайне, и в случае нарушения соглашения они не только заплатили бы штраф организаторам, но и выступление пришлось бы отменить.
12 июля 2023 года Дара выпустила дебютный корейский мини-альбом Sandara Park. 2 января 2024 года она выступила на 33-й церемонии награждения Seoul Music Awards. 22 июля Ян Хён Сок объявил о возвращении 2NE1 осенью с концертами в Корее и Японии, а в 2025 году группа продолжит мировой тур.

## Публичный имидж и влияние
Сандара Пак ― одна из ключевых фигур распространения корейской волны на Филиппинах; успех Дары в стране «значительно повысил интерес к корейской музыке среди филиппинцев, а также распространил корейскую культуру». Её также часто ставят в один ряд с соло-исполнительницей БоА, которая стала первой корейской певицей, добившейся значительного успеха в Японии. Популярность Дары на Филиппинах сравнивают со славой комедианта и телеведущего Ю Чжэ Сока в Корее.

### Внешность
В поп-культуре Дара является иконой «бейби-фейса» (или же «детского лица») среди других знаменитостей, потому что выглядит намного младше своего возраста. Несмотря на то, что Пак родилась в начале 80-х годов, она известна тем, что множество раз побеждала в опросах, где нужно было выбрать айдола с самой молодой внешностью, за что саму себя называет «вампиршей». Пластические хирурги часто называют пропорции лица Дары «золотым сечением». В 2012 году певицу назвали одной из лучших женщин своего времени (родившихся в 80-х).

### Мода
На протяжении всей карьеры Дара неоднократно запоминалась публике благодаря нестандартному стилю, фирменному макияжу «лисьи глаза» и причёскам. Её назвали пионером неординарных трендов после того, как в дебютное время 2NE1 она делала знаменитую «причёску-ананас», которая, по словам самой исполнительницы, была достаточно болезненной при длительном ношении. В 2012 году для промоушена сингла «I Love You» она побрила половину головы, что вызвало неоднозначные реакции среди поклонников.

## Личная жизнь
В 2011 году во время визита в Японию с 2NE1 в рамках промоушена Дара оказалась в эпицентре событий разрушительного землетрясения у восточного побережья острова Хонсю, находясь на 34 этаже отеля, где остановилась вместе с одногруппницами. Она позвонила Сиэл по телефону отеля и попросила о помощи; девушка поднялась с 31 этажа на 34-й, чтобы спасти Дару: «Если я умру, то умру, а если придётся умереть, то я подумала, что будет лучше умереть с одногруппницей. Это казалось правильным».

### Отношения
На протяжении многих лет Даре приписывали романтические отношения с G-Dragon, которые никогда не получали подтверждения и были многократно опровергнуты с обеих сторон. В 2022 году певица рассказала, что её никогда не удавалось поймать репортёрам, потому что отношения заканчивались до преследования папарацци.

## Дискография

### Мини-альбомы
- Sandara (2004)
- Sandara Park (2023)

## Фильмография

### Фильмы
| Год  | Название              | Роль   |
| ---- | --------------------- | ------ |
| 2004 | Volta                 | камео  |
| 2004 | Bcuz of U             | Эйприл |
| 2005 | Can This Be Love      | Дейзи  |
| 2006 | D' Lucky Ones         | Анна   |
| 2006 | Super Noypi           | Мичи   |
| 2009 | Girlfriends           | камео  |
| 2014 | My Love from the Star | камео  |

### Телешоу
| Год  | Название                                           | Роль        | Производитель |
| ---- | -------------------------------------------------- | ----------- | ------------- |
| 2004 | Star Circle Quest                                  |             | ABS-CBN       |
| 2004 | Krystala                                           | Ким         | ABS-CBN       |
| 2004 | SCQ Reload: OK Ako!                                | Sandara Soh | ABS-CBN       |
| 2004 | Maalaala Mo Kaya: Scrapbook                        |             | ABS-CBN       |
| 2004 | My Name is Sandara Park                            |             | ABS-CBN       |
| 2004 | Sandara’s Romance                                  |             | ABS-CBN       |
| 2005 | Sandara: Ang Pambansang «Krung-Krung» ng Pilipinas |             | ABS-CBN       |
| 2005 | Farewell Lovers: A Lover in Paris Special          |             | ABS-CBN       |
| 2006 | Your Song                                          |             | ABS-CBN       |
| 2006 | Gudtaym                                            |             | ABS-CBN       |
| 2006 | Komiks Presents: Machete                           | Мара        | ABS-CBN       |
| 2006 | O-Ha!                                              |             | TV5           |
| 2006 | Crazy for You                                      | Ара         | ABS-CBN       |
| 2006 | Pinoy Big Brother: Celebrity Edition 1             |             | ABS-CBN       |
| 2006 | Star Magic Presents: Abt Ur Luv                    | Бетина      | ABS-CBN       |
| 2006 | Nuts Entertainment                                 | Herself     | GMA Network   |
| 2007 | Dalawang Tisoy                                     | Ким Чи      | RPN           |
| 2009 | Возвращение Ильчжимэ                               | Ри          | MBC           |
| 2009 | Family Outing                                      |             | SBS           |
| 2009 | Style                                              | камео       | SBS           |
| 2010 | Strong Heart                                       |             | SBS           |
| 2012 | Strong Heart                                       |             | SBS           |
| 2013 | Running Man                                        |             | SBS           |
| 2013 | Hwasin — Controller of the Heart                   |             | SBS           |
| 2013 | Beatles Code 3D                                    |             | Mnet          |
| 2014 | ['Running Man                                      |             | SBS           |
| 2014 | My Love from the Star                              | камео       | SBS           |
| 2014 | Холостяк (США, 18 сезон)                           |             | ABC           |
| 2014 | Aquino & Abunda Tonight                            |             | ABS-CBN       |
| 2014 | It’s Showtime                                      |             | ABS-CBN       |
| 2014 | Pinoy Big Brother: All In                          |             | ABS-CBN       |
| 2014 | Gandang Gabi Vice                                  |             | ABS-CBN       |

## Награды и номинации
| Год  | Награда                     | Категория                                        | Работа | Результат |
| ---- | --------------------------- | ------------------------------------------------ | ------ | --------- |
| 2005 | PMPC Star Awards for Movies | Лучшая новая актриса                             |        | Победа    |
| 2005 | PARI                        | Double Platinum Award                            |        | Победа    |
| 2005 | Golden Screen TV Awards     | Лучшая главная женская роль (мюзикл или комедия) |        | Номинация |
| 2006 | Golden Screen TV Awards     | Лучшая актриса                                   |        | Номинация |
| 2010 | allkpop Awards              | Best Social Network Personality                  |        | Номинация |
| 2011 | allkpop Awards              | Best Social Network Personality                  |        | Номинация |
| 2012 | Philippine Kpop Convention  | Hottest Female Star                              |        | Победа    |
| 2013 | Arirang: Showbiz Korea      | No. 1 Most Beautiful Idol Girl Group Member      |        | Победа    |